# Мано (бухта)
Мано (яп. 真野湾 мано-ван) — залив Японского моря в Японии, на острове Садо (префектура Ниигата).
Площадь залива составляет 51,89 км², ширина устья — 6,81 км; максимальная глубина — 39 м (у устья).
Залив вдаётся в юго-западное побережье острова. Он ограничен мысом Дайгахана (яп. 台ヶ鼻) на севере (п-ов Футами) и мысом Тагирису (яп. 田切須埼) на юге (п-ов Оги). Мано зажат с двух сторон хребтами Большого и Малого Садо и омывает лежащую между ними равнину Кунинака.
В залив впадают реки Кокуфу, Исида (一町田川) и прочие.
ХПК воды в заливе не превышает 2 мг/л.